# Hatchet 3
Hatchet III es la continuación de la película Hatchet 2, con la acción empezando justo donde terminó la de la anterior.

## Sinopsis
Un equipo de búsqueda y recuperación se dirige hacia el pantano encantado para recoger los pedazos de Victor Crowley mientras que Marybeth descubre el secreto para acabar con la maldición vudú que Victor Crowley ha dejado, la cual ha estado persiguiendo y aterrorizando a Honey Island Swamp durante décadas.

## Críticas
Antes de su estreno la película no tenía las mismas expectativas en el público ya que esta no sería dirigida por Adam Green (como las anteriores entregas).
Debido a que la película no fue estrenada en los cines de México e Hispanoamérica (sólo Hatchet II fue estrenada doblada al español en el canal de cable Space de México), la película no cuenta con mucho éxito en estos países, aunque los fanáticos la consideraron el gran final de la saga.

## Elenco
- Danielle Harris es Marybeth.
- Kane Hodder es Victor Crowley.
- Zach Galligan es Fowler.
- Caroline Williams es Amanda.
- Parry Shen es Andrew.
- Rileah Vanderbilt es Dougherty.
- Robert Diago DoQui es Winslow.
- Derek Mears es Tyler.
- Cody Blue Snider es Schneiderman.
- Jason Trost es Hamilton.
- Diane Ayala Goldner es Elbert.
- Guy Fernández es Ralston.
- Jared DePasquale es Jared (sin acreditar).
- Joel David Moore es Ben (sin acreditar).